# Parafia Miłosierdzia Bożego w Grodnie
Parafia Miłosierdzia Bożego w Grodnie – rzymskokatolicka parafia znajdująca się w Grodnie, w dzielnicy Wiszniowiec, w diecezji grodzieńskiej, w dekanacie Grodno-Zachód, na Białorusi. Parafię prowadzą ojcowie sercanie.
Jest to najliczebniejsza parafia w mieście. Należy do niej ponad 50 000 wiernych.

## Historia
5 grudnia 1995 decyzją biskupa grodzieńskiego Aleksandra Kaszkiewicza zarejestrowano parafię Miłosierdzia Bożego w Grodnie. Dotychczas wierni z Wiszniowca należeli do parafii Matki Bożej Anielskiej w Grodnie. Początkowo nabożeństwa sprawowano w różnych wynajmowanych pomieszczeniach. 4 listopada 1999 rozpoczęto budowę kościoła. Obecnie kościół jest już wybudowany, jednak nie jest jeszcze w pełni wyposażony i nie był jeszcze konsekrowany.